# De droom van Sinterklaas
De droom van Sinterklaas is een mini tv-film die op 5 december 1983 op tv kwam.

## Verhaal
Het verhaal speelt zich af in het kasteel van de Sint en tijdens de Intocht in Hoorn. Het begint allemaal als een mysterieuze Chinees, genaamd Loepiali Hazelnoot, een schilderij maakt van de Sint met een speciale rode verf. Opeens komt de Hoofdpiet binnen en vraagt waarom de Chinees zo geheimzinnig doet? De Chinees antwoordt dat deze verf, Chinarood, betoverd is. Als je dat op het schilderij aanbrengt, komt het doek tot leven. Tussendoor worden Sint en zijn Pieten ook achtervolgd door twee boeven die ook de verf te pakken willen krijgen. Maar Sinterklaas krijgt de indruk dat hij diep zit te dromen...

## Rolverdeling
| Acteur             | Personage                               |
| ------------------ | --------------------------------------- |
| Adrie van Oorschot | Sinterklaas                             |
| Piet Römer         | Hoofdpiet                               |
| Michiel Kerbosch   | Piet                                    |
| Joost Prinsen      | Chinees Loempiali Hazelnoot             |
| Wieteke van Dort   | Boef 1                                  |
| Martin Brozius     | Boef 2                                  |
| Aart Staartjes     | Verfmenger in antiekwinkel en Verteller |

## Crew
- Regie: Aart Staartjes, Rudolf Spoor
- Productie: Wim Smit, Yolanda van Dijk
- Scenario: Willem Wilmink
- Muziek: Harry Bannink

## Trivia
- De 'Wegwijspiet' heette tijdens deze film nog geen Wegwijspiet. Acteur Bram van der Vlugt (die Van Oorschot in '86 opvolgde) nam tijdens zijn eerste intocht (22 november 1986) het woord Wegwijspiet in de mond.